# André Diniz
André Diniz (Río de Janeiro, 5 de septiembre de 1975) es un historietista brasileño. Comenzó a trabajar con cómics en 1994 con el fanzine Grandes Enigmas da Humanidade, que tenía una tirada de 5.000 ejemplares.
Sus primeras obras profesionales fueron en 1997 y 1998, cuando participó en dos proyectos de Editorial Taquara: Tiririca em Quadrinhos y O Estranho Mundo de Zé do Caixão, respectivamente adaptaciones en historietas para el payaso Tiririca y el personaje Zé do Caixão, creado por el cineasta José Mojica Marins. En 1999 lanzó su primer cómic independiente: Subversivos, sobre la lucha armada contra la dictadura militar brasileña.
En 2000 creó la editorial Nona Arte, inicialmente destinada a publicar sus propias obras, pero que luego comenzó a publicar libros de otros artistas brasileños independientes. Las primeras novelas gráficas publicadas por Nona Arte fueron Fawcett (inspirado en Percy Fawcett, dibujos de Flavio Colin) y Subversivos - Companheiro Germano (dibujos de Laudo Ferreira Jr.). Ambos libros tenían guiones de Diniz. En 2001, Fawcett ganó el Troféu HQ Mix y el Prêmio Angelo Agostini, respectivamente, en las categorías "mejor novela gráfica nacional" y "mejor lanzamiento".
Nona Arte distribuyó sus cómics en formato digital a través de archivos PDF sin cargo, incluso aquellos que se vendieron impresos. Entre 2000 y 2005, cuando se cerró la editorial, hubo más de 80,000 descargas de varios cómics. La editorial ganó el Troféu HQ Mix, el galardón brasileño más importante del cómic, en la categoría "mejor sitio web de cómics" de 2002 a 2006 y en la categoría "editorial del año" en 2003, dividiendo el premio con Panini Brasil.
Entre 2002 y 2004, Diniz y el artista Antonio Eder publicaron el fanzine Informal, que presentaba historietas cortas de varios artistas independientes. En 2003, el fanzine ganó el Troféu HQ Mix en la categoría "mejor fanzine". Otros premios ganados por Diniz fueron: Troféu HQ Mix como mejor escritor en 2004, 2010 y 2012; Troféu HQ Mix para destacado internacional (que premia a los artistas brasileños que publicaron sus obras a nivel internacional) en 2013, 2014 y 2015; Prêmio Angelo Agostini como mejor escritor en 2001; y el Trofeo Jayme Cortez (que otorga grandes contribuciones al cómic brasileño) en 2004.
Una de sus obras más destacadas es la novela gráfica Morro da Favela, que cuenta la historia real del fotógrafo brasileño Maurício Hora, que nació y creció en Morro da Providência, la primera favela de Río de Janeiro. Esta novela gráfica ganó el Troféu HQ Mix 2012 como "mejor edición especial nacional" y también se publicó en Portugal, el Reino Unido (como Picture a Favela) y Francia (con el nombre Photo de la Favela). En 2017 y 2018, André publicó, respectivamente, la novela gráfica Olimpo Tropical (con Laudo Ferreira Jr.) y una adaptación para historieta de El idiota, de Fiódor Dostoyevski, ambas publicadas en Brasil y Portugal.